# Thomas Burton Adams

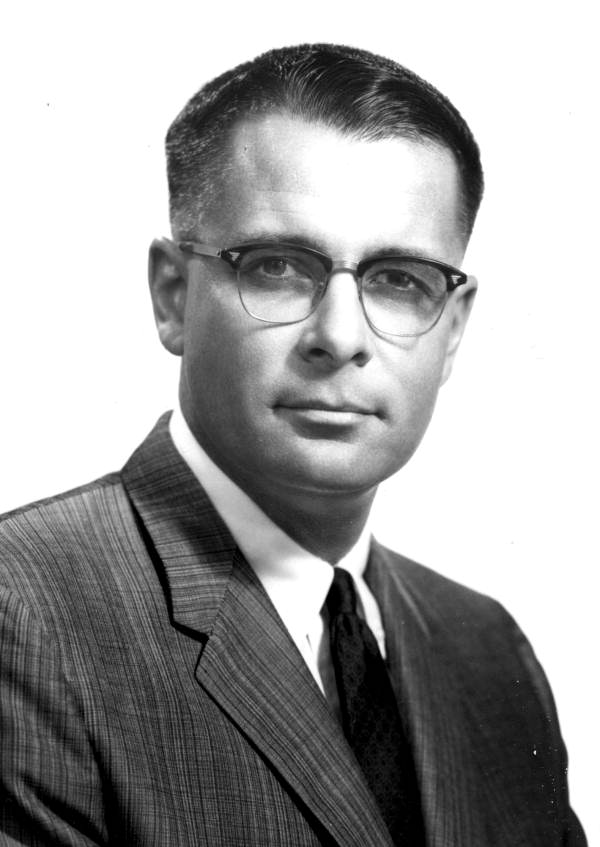
Thomas Burton Adams

Thomas Burton Adams Jr. (* 11. Mai 1917 in Jacksonville, Florida; † 22. Mai 2006 in Live Oak, Florida) war ein US-amerikanischer Politiker.

## Werdegang
Nach Abschluss seiner Schullaufbahn schrieb sich Adams an der University of Michigan ein. Kurz darauf heiratete er Helen Brown. Adams war in der Immobilien- und Versicherungsbranche tätig.
Seine politische Karriere begann, als er in den Senat von Florida gewählt wurde. Diesem gehörte er von 1956 bis 1960 an. Danach amtierte er zehn Jahre als Secretary of State von Florida. 1970 wurde Adams in das Wahlkampfteam von Reubin Askew, dem Kandidaten der Demokraten für das Amt des Gouverneurs von Florida, aufgenommen. Im Falle eines Wahlerfolges versprach ihm Askew den Posten des Vizegouverneurs. Askew schaffte es, sich gegen den Kandidaten der Republikaner, Claude Roy Kirk, durchzusetzen. Adams wurde somit der zweite Vizegouverneur seines Heimatstaates nach der Wiedereinführung dieses Amtes im Jahre 1969. Am 5. Januar 1971 wurde er vereidigt.
Aufgrund eines Skandals in Adams’ Privatleben entschied sich Askew dafür, ihn nicht erneut in sein Wahlkampfteam für seine Wiederwahl auszunehmen, sodass das Ende seiner Amtszeit am 7. Januar 1975 damit besiegelt war. 1984 versuchte Adams noch einen erfolgreichen Neueinstieg in die politischen Geschäfte, als er für einen Sitz in Senat von Florida kandidierte, erhielt bei der Wahl aber nur gut halb so viele Stimmen wie sein Konkurrent Tim Deratanys.
Am Morgen des 22. Mai 2006 verunglückte Adams auf der Interstate 10 tödlich. Wie sich später herausstellte, war er nicht angeschnallt.